# Otto Leypoldt
Otto Leypoldt (* 1. März 1906 in Birkach bei Stuttgart; † 3. September 1956 in Weddingen) war ein deutscher Politiker (CDU) und Mitglied des Niedersächsischen Landtages.
Leypoldt besuchte die Schule in Süddeutschland und absolvierte dort auch eine Ausbildung, die er als staatlich geprüfter Landwirt mit einem Staatsexamen abschloss. Im Anschluss sammelte er praktische Erfahrung in Betrieben in Oberhessen und Rheinhessen. Im Frühjahr 1928 wurde er Inspektor von drei Betrieben im Kreis Goslar, die er bis September 1946 eigenständig bewirtschaftete. 
Am 12. Juni 1937 beantragte er die Aufnahme in die NSDAP und wurde rückwirkend zum 1. Mai desselben Jahres aufgenommen (Mitgliedsnummer 4.889.990).
Ab September 1946 pachtete er das Gut Weddingen, das er ebenfalls selbstständig bewirtschaftete. In der Zeit ab April 1945 bis zur Auflösung des Reichsnährstandes übernahm er die Position des Kreislandwirtes im Kreis Goslar. Otto Leypoldt war Mitglied des Vorstandes von Zuckerfabriken und landwirtschaftlichen Organisationen. Er wurde Mitglied des Gemeinderates und Bürgermeister. Im Herbst 1948 wurde er als Abgeordneter in den Kreistag gewählt.
Vom 6. Mai 1955 bis 3. September 1956 war er Mitglied des Niedersächsischen Landtages (3. Wahlperiode), ab 9. Mai 1955 als Mitglied der DP/CDU-Fraktion.